# Xenopus gilli
Xenopus gilli (tên tiếng Anh: Gill's Platanna) là một loài ếch trong họ Pipidae. Chúng là loài đặc hữu của Nam Phi.
Các môi trường sống tự nhiên của chúng là cây bụi kiểu Địa Trung Hải, đầm nước ngọt, đầm lầy nước ngọt có nước theo mùa, và ao, hồs. Loài này đang bị đe dọa do mất môi trường sống.